# Kenaibjergene
Kenaibjergene (russisk: Кенай горы) er en bjergkæde i den amerikanske delstat Alaska. De går fra  192 km nordøst fra den sydlige ende af Kenaihalvøen til Chugach-bjergene og har en gennemsnitlig højde på 3.000 til 5.000 fod. 
Harding og Sargent Icefields, samt de mange gletsjere, der udgår fra dem, stammer fra Kenai-bjergene. Adskillige førsteklasses fiskefloder, herunder Kenai River og Russian River, strømmer også fra bjergene.
Navnet "Kenai" blev først brugt offentligt  af Constantin Grewingk i 1849, som fik sine oplysninger fra IG Wosnesenskis beretning om en rejse til området i 1842.

## Galleri
- Carpathian Peak set fra Turnagain Arm
- Skilak-gletsjeren i Kenai-bjergene
- Mount Alice set fra Mount Marathon
- Udsigt overover Portage Lake mod Bard Peak